# Andrzej Zgutczyński
Andrzej Zgutczyński (* 1. Januar 1958 in Ełk) ist ein ehemaliger polnischer Fußballspieler.

## Vereinskarriere als Spieler
Andrzej Zgutczyński begann seine Karriere als Mittelfeldspieler in Polen und spielte dort für Lech Posen, Bałtyk Gdynia, Legia Warschau und Górnik Zabrze. Mit Górnik gewann er zweimal die polnische Meisterschaft.  
1986 wechselte er nach Frankreich zu AJ Auxerre und spielte hier zwei Saisons. 1987 wechselte er zu Dijon FCO und später zu CS Meaux. Nach seiner Rückkehr nach Polen spielte er noch eine Saison bei Bałtyk Gdynia. 1994 beendete er seine aktive Fußballerkarriere. Jedoch startete er 2000 nochmal ein Comeback und spielte für den polnischen Fünftligisten Radunia Stężyca, mit denen er 2001 in die vierte Liga aufstieg. 2002 beendete er endgültig seine aktive Karriere. Sein Bruder Dariusz war ebenfalls Fußballprofi.

## Nationalmannschaftskarriere als Spieler
Andrzej Zgutczyński bestritt 5 A-Länderspiele für die polnische Fußballnationalmannschaft und nahm an der Weltmeisterschaft 1986 teil.

## Erfolge
- 2 × polnischer Meister (1985 und 1986)
- 1 × Torschützenkönig der Polnischen Ekstraklasa (1986)
- 1 × WM-Teilnahme (1986)

| Personendaten    | Personendaten             |
| ---------------- | ------------------------- |
| NAME             | Zgutczyński, Andrzej      |
| KURZBESCHREIBUNG | polnischer Fußballspieler |
| GEBURTSDATUM     | 1. Januar 1958            |
| GEBURTSORT       | Ełk, Polen                |